# شانتال إيبرت
شانتال إيبرت هي صحفية كندية، ولدت في 24 أبريل 1954 في أوتاوا في كندا.